# Zeus (Fahrradhersteller)
Zeus war ein baskischer Fahrradhersteller aus Eibar.
Zeus wurde 1926 von Luis Arregui in Eibar gegründet. Eine Besonderheit war, dass Zeus alle Anbauteile selbst herstellte. „Zeus war der einzige Hersteller in neuerer Zeit, der sämtliche Teile (Rahmen und Komponenten) selbst herstellte.“ (Richard Hallett)
In den 1960er Jahren orientierte man sich an französischen Komponentenherstellern in Design und Maßen, in den 1970er und 1980er an den Entwürfen des italienischen Mitkonkurrenten Campagnolo. Bei seinem Tod hielt Luis Arregui 105 Patente aus unterschiedlichen Bereichen der Fahrradtechnik.
Die Marke verschwand in den 1980er Jahren durch die verschärften Bedingungen des Fahrradmarktes, wird heute aber teilweise wieder für die hauseigenen Anbauteile des Fahrradherstellers Orbea verwendet.